# Wakiso
Wakiso – miasto w Ugandzie, stolica dystryktu Wakiso.